# Noonie Bao
Noonie Bao, właściwie Jonnali Mikaela Parmenius (ur. 9 sierpnia 1987 w Sztokholmie) – szwedzka piosenkarka oraz autorka tekstów, popularność zdobyła użyczając głosu do piosenki „Alone” Alana Walkera.

## Dzieciństwo
Jonnali Mikaela Parmenius urodziła się w Sztokholmie w Szwecji. Zaczęła śpiewać w młodym wieku, zainspirowana swoimi muzykalnymi rodzicami i występowała w chórkach jako dziecko. W wieku 12 lat zaczęła pisać własne piosenki, ale początkowo robiła to w tajemnicy, ponieważ była zakłopotana i nieśmiała, podczas śpiewania o uczuciach. Uczęszczała do szkoły muzycznej, w której nazywano ją „czarną owcą”. W wieku 15 lat znajomy nadał jej przydomek Noonie Bao ze względu na jej wygląd.

## Kariera
Jonnali Mikaela Parmenius uczęszczała do Royal College of Music w Sztokholmie, ale zrezygnowała i zaczęła żyć razem z przyjacielem w Sankt Gallen w Szwajcarii. Zaczęła brać lekcje śpiewu i nagrywała własne piosenki na strychu u przyjaciela, który był jej pierwszym kontaktem z produkcją piosenek. Później pracowała w studiu nagraniowym w Paryżu.
Po dwóch latach spędzonych za granicą Jonnali Mikaela Parmenius wróciła do rodzinnego Sztokholmu, gdzie podpisała kontrakt z wytwórnią EMI jako autorka piosenek. Założyła również wytwórnię muzyczną o nazwie Too Many Freckles Pod tą firmą napisała i wyprodukowała piosenki dla Adiama Dymotta, Cleana Bandita, Frederica Sioena i Tovego Styrkego. Jonnali Mikaela Parmenius wyprodukowała kilka piosenek do własnego albumu dla Tovego Styrkego w 2010 roku, który spędził 35 tygodni na szwedzkich listach przebojów i osiągnął wynik 10. W 2011 roku belgijski zespół Das Pop dowiedział się o piosence Jonnali Mikaeli Parmenius i poprosił ją, by zaśpiewała chórki z utworu „Fair Weather Friends” ze swojego albumu The Game. Jonnali Mikaela Parmenius później wyruszyła w trasę z zespołem po Belgii i innych krajach Europy.
W styczniu 2012 roku Jonnali Mikaela Parmenius wydała swój debiutancki singel „About to Tell”, a w październiku wydała swój singel „I Am Noonie Bao”, który zawiera indie pop i folkowe style muzyczne. Pod koniec 2012 roku wyjechała w trasę koncertową do Szwecji. W 2013 roku została nominowana do nagrody Grammis w kategorii „najlepszy nowy artysta”, ale przegrała z Icona Pop. Jonnali Mikaela Parmenius później odniosła sukces jako autorka piosenek i była piosenkarką dla Avicii i piosenki Nickego Romera „I Could Be the One”.
W 2014 roku Jonnali Mikaela Parmenius współtworzyła singel „Doing It” z albumu Sucker Charli XCX, który osiągnął najwyższą pozycję na brytyjskiej liście singli, a także przyczynił się do powstania trzech innych utworów na tym albumie. Obydwaj kontynuowali współpracę, w tym większość XCX 2016 Vroom Vroom EP i trzy utwory z mixtape Number 1 Angel XCX. Charli XCX nazwała Jonnalią Mikaelę Parmenius jej „najlepszym przyjacielem i ulubionym współpracownikiem”.